# فهرست تیم‌های ملی فوتبال با نام مستعار(آفریقا)
فهرست القاب تیم های آفریقایی زیر نظر کنفدراسیون فوتبال آفریقا
| تیم                  | نام مستعار                     | یادداشت | منبع.               |
| -------------------- | ------------------------------ | --- | ------------------- |
| الجزایر              | روباه صحرا                     | روباه فنک حیوان ملی الجزایر است. | [ ۱ ]               |
| آنگولا               | پالانکاس نگراس                 | آنتلوپ سمور غول پیکر که بیشتر در آنگولا یافت می شود، نماد ملی آن است. | [ ۲ ]               |
| بنین                 | سنجاب ها                       | بنین نام مستعار سنجاب ها را برای نشان دادن کشور کوچکی که قصد صعود به ارتفاعات را دارد انتخاب کرد. این عبارت در دهه ۱۹۶۰ ابداع شد.                                                                                      | [ ۳ ]               |
| بوتسوانا             | گورخرها                        | گورخر حیوان ملی بوتسوانا است. دو گورخر نشان بوتسوانا را تزئین کرده اند که نشان می دهد این حیوان نماد وحدت ملی است. | [ ۴ ]               |
| بورکینافاسو          | اسب نریان                      | نریان سفید نماد ملی بورکینافاسو است و ۲ اسب نر سفید در نشان خود دارد. | [ ۵ ]               |
| بوروندی              | پرستوها                        | پرستو آنگولا گونه ای از پرستو است که بومی محیط استوایی آفریقا است. در آنگولا، بوروندی، جمهوری دموکراتیک کنگو، گابن، کنیا، مالاوی، نامیبیا، رواندا، تانزانیا، اوگاندا و زامبیا یافت می شود.                             | [ ۶ ] [ ۷ ]         |
| کامرون               | شیرهای رام نشدنی               | حیوان ملی کامرون شیر قدرتمند است. شیر نماد قدرت، قدرت و قوانین است. رام نشدنی یعنی ناتوان از شکست. | [ ۸ ]               |
| کیپ ورد              | کوسه آبی                       | "آبی" برای رنگ پیراهن اصلی است. | [ ۹ ] [ ۱۰ ] [ ۱۱ ] |
| آفریقای مرکزی        | جانوران وحشی                   | جمهوری آفریقای مرکزی شمالی از لحاظ تاریخی از برخی از بکرترین طبیعت‌های وحشی و مجموعه‌های حیات وحش دست نخورده و فراوان در آفریقا، از جمله گونه‌هایی با اهمیت جهانی مانند گربه‌های بزرگ حمایت می‌کرد.                         | [ ۱۲ ]              |
| چاد                  | سائوس                          | تمدن سائو مردمان اجدادی جمعیت کنونی چاد هستند. | [ ۱۳ ]              |
| کومور                | کولاکانت                       | کولاکانت نوعی ماهی است. | [ ۱۴ ]              |
| کنگو                 | شیاطین سرخ                     | از کیت های یکنواخت قرمز آنها. | [ ۱۵ ]              |
| جیبوتی               | ساکنان دریای سرخ               | زمانی که مستعمره فرانسه بود، در شرق با دریای سرخ و خلیج عدن همسایه است و مهم ترین فعالیت های تجاری آن حول محور سیاست های تجارت آزاد و موقعیت استراتژیک کشور به عنوان یک نقطه ترانزیتی دریای سرخ می چرخد.               | [ ۱۶ ]              |
| Congo DR             | پلنگ ها                        | خانه جمعیت زیادی از پلنگ‌های آفریقایی، همچنین در سال‌های ۱۹۹۷ تا ۱۹۷۱ زمانی که این کشور به نام زئیر شناخته می‌شد، روی نشان یک سر پلنگ، زیر آن یک جفت نیزه متقاطع، دور آن یک شاخه و یک عاج فیل نشان داده شده بود.          | [ ۱۷ ]              |
| مصر                  | فراعنه                         | فرعون عنوان رایج پادشاهان مصر باستان بود. | [ ۱۸ ]              |
| گینه استوایی         | فیل ها                         | فیل ها | [ ۱۹ ]              |
| اریتره               | شترهای دریای سرخ               | از نشان ملی اریتره که در ۲۴ مه ۱۹۹۳ به مناسبت اعلام استقلال اریتره از اتیوپی به تصویب رسید. این نشان عمدتاً شتری را نشان می دهد که با تاج گل لور احاطه شده است.                                                         | [ ۲۰ ]              |
| اسواتینی             | سیهلانگو سمنیکاتی (سپر پادشاه) | سوازیلند سابق، سپر نبرد سوازی بر روی پرچم ملی سوازی و سایر پرچم های مربوط به زولوها ظاهر می شود. | [ ۲۱ ] [ ۲۲ ]       |
| اتیوپی               | والیا                          | والیا گونه ای از بزکوه بومی اتیوپی است. | [ ۲۳ ]              |
| گابن                 | پلنگ ها                        | پلنگ سیاه حیوان ملی گابن است. | [ ۲۴ ]              |
| گامبیا               | عقرب ها                        | عقرب امپراطور که با نام پاندینوس امپراتور نیز شناخته می شود، گونه ای از عقرب بومی جنگل های بارانی و دشت های جنگلی در غرب آفریقا، به ویژه در گامبیا است. این یکی از بزرگترین عقرب های جهان است و ۶ تا ۸ سال عمر می کند. | [ ۲۵ ]              |
| غنا                  | ستارگان سیاه                   | ستاره سیاه به عنوان نماد ملی غنا در نظر گرفته می شود. | [ ۲ ]               |
| گینه                 | فیل های ملی                    | گینه محل زندگی فیل آفریقایی است و در یک نشان سابق در سال ۱۹۶۰ یک سپر قرمز و زرد با یک فیل سبز روی آن دیده می شد. | [ ۲۶ ]              |
| گینه بیسائو          | سگ وحشی                        | سگ وحشی آفریقایی گونه ای از سگ سانان است. | [ ۲۷ ]              |
| ساحل عاج             | فیل ها                         | از فیل های جنگلی آفریقایی که در ساحل عاج فراوان هستند. | [ ۲ ]               |
| کنیا                 | ستاره هارامبی                  | "هارمابی" شعار رسمی کنیا است و در نشان رسمی آن حضور دارد. در زبان سواحیلی به معنای "بیایید همه با هم جمع شویم". | [ ۲۸ ] [ ۲۹ ]       |
| لسوتو                | لیکوئنا                        | از نشان ملی لسوتو که تمساح روی سپر باسوتو است. | [ ۳۰ ]              |
| لیبریا               | ستاره های تنها                 | ستاره های تنها نام مستعار رسمی لیبریا است که زمانی با ایالات متحده مرتبط بود. | [ ۳۱ ]              |
| لیبی                 | شوالیه های مدیترانه            | از قرن شانزدهم شوالیه هایی که مدیترانه را اداره می کردند و مسئولیت محافظان سنتی آن را بر عهده می گرفتند. | [ ۳۲ ]              |
| ماداگاسکار           | بارئاس                         | گونه ای از گاو کوهان‌دار | [ ۳۳ ]              |
| مالاوی               | شعله های آتش                   | از پرچم مالاوی با شعله های طلوع خورشید. | [ ۳۴ ]              |
| مالی                 | عقاب ها                        | از عقاب های شکار سنتی طوارگ. | [ ۳۵ ]              |
| موریتانی             | شیرهای چینگوتی                 | از سلسله آلموراوید که یک سلسله مسلمان امپراتوری بربر بود که مرکز آن در مراکش بود. این امپراتوری در قرن یازدهم تأسیس کرد که در غرب مغرب و اندلس گسترده شد.                                                              | [ ۳۶ ]              |
| موریس                | دودو                           | یک پرنده منقرض شده بومی موریس. | [ ۳۷ ]              |
| مراکش                | شیرهای اطلس                    | از شیر بربری که یک جمعیت شیر پانترا در شمال آفریقا است. | [ ۳۸ ]              |
| موزامبیک             | اوس مامباس                     | سمی ترین مار آفریقا | [ ۳۶ ]              |
| نامیبیا              | جنگجویان شجاع                  | از جنگجویان بومی نامیبیا از جمله جنگجویان شجاع هررو | [ ۲۵ ]              |
| نیجر                 | لو منا                         | گونه ای از آنتلوپ. | [ ۳۹ ]              |
| نیجریه               | سوپر ایگلز                     | از نشان فوتبال کشور که دارای عقاب است که نشان دهنده قدرت است | [ ۴۰ ]              |
| رئونیون              | باشگاه آر                      | اشاره به حرف اول رئونیون. | [ ۴۱ ]              |
| رواندا               | آماووبی                        | از زنبور آفریقایی متعلق به راسته، پرده‌بالان در رواندا یافت شد. | [ ۴۲ ]              |
| سائوتومه و پرنسیپ    | اوس ورد-آمارلوس                | از پرچم کشور که سبز و زرد است | [ ۳۶ ]              |
| سنگال                | شیرهای ترنگا                   | ترانگا کلمه ای است که در سنگال زیاد می شنوید. این یک کلمه ولوف است به معنای مهمان نوازی یا استقبال از سخاوت. | [ ۴۳ ]              |
| سیشل                 | دزدان دریایی سیشل              | جزایر بی‌شمار سیشل در دهه ۱۸۰۰ به عنوان پناهگاه دزدان دریایی و کورس‌ها شناخته شده بودند. | [ ۴۴ ]              |
| سیرالئون             | ستاره های لئونز                | از نام کشور کوتاه شده | [ ۳۶ ]              |
| سومالی               | ستاره های اقیانوس              | از آبی و ستاره روی پرچمش و همسایه اش اقیانوس هند. | [ نیازمند منبع ]    |
| آفریقای جنوبی        | بافانا بافانا                  | "بافانا بافانا" لقبی است که هوادارانش به تیم ملی داده اند. این زولو است و به معنای واقعی کلمه "پسران، پسران" ترجمه می شود. معنای واقعی آن در زولو این است: "برو پسران"                                                 | [ ۴۵ ] [ ۴۶ ]       |
| آفریقای جنوبی (زنان) | بانیانا بانیانا                | "بانیانا بانیانا" لقبی است که هوادارانش به تیم ملی بانوان داده اند. این در سوتو است و به معنای واقعی کلمه به عنوان "دختران، دختران" ترجمه می شود. معنای واقعی آن در سوتو این است، "دختران برو"                         | [ ۴۷ ]              |
| سودان جنوبی          | ستاره های درخشان               | ستاره درخشان پرچم سودان | [ ۴۸ ]              |
| سودان                | منشی پرندگان                   | پرنده منشی یک پرنده مهم در فرهنگ سودانی است که در نشان و نشان آن یافت می شود. | [ ۱۵ ]              |
| تانزانیا             | ستاره های کلیمانجارو           | کلیمانجارو با سه مخروط آتشفشانی کیبو، ماونزی و شیرا یک آتشفشان خاموش در تانزانیا است. این بلندترین کوه آفریقا است. | [ ۴۹ ]              |
| تانزانیا             | ستاره های تایفا                | تایفا در زبان سواحیلی به "ملت" ترجمه می شود. | [ ۵۰ ]              |
| توگو                 | گنجشک ها                       | گنجشک اوراسیا که به عنوان گنجشک شمالی یا به طور ساده گنجشک نیز شناخته می شود، پرنده شکاری کوچکی از خانواده بازان است. در توگو یافت می شود.                                                                             | [ ۲ ]               |
| تونس                 | عقاب های کارتاژ                | امپراتوری کارتاژین در بسیاری از سواحل شمال غربی آفریقا و همچنین بخش های قابل توجهی از ایبریا ساحلی و جزایر غرب دریای مدیترانه را در بر می گرفت که بخشی از آن تونس امروزی است.                                          | [ ۲ ]               |
| اوگاندا              | جرثقیل ها                      | جرثقیل کاکل طلایی پرنده ملی اوگاندا است. | [ ۵۱ ]              |
| زامبیا               | چیپولوپولو                     | استخراج مس مهمترین فعالیت اقتصادی در زامبیا است. | [ ۵۲ ]              |
| زنگبار               | قهرمانان زنگبار                | از نام جزیره | [ نیازمند منبع ]    |
| زنگبار               | پلنگ ها                        | پلنگ زنگبار یک جمعیت پلنگ در جزیره اونگوجا در مجمع الجزایر زنگبار است. | [ نیازمند منبع ]    |
| زیمبابوه             | جنگجویان                       | از جنگجوی زولو بومی زیمبابوه | [ ۲۵ ]              |